# ALBUM CHART COUNTDOWN SUNDAY SUNSET TRAX
ALBUM CHART COUNTDOWN SUNDAY SUNSET TRAX（アルバム・チャート・カウントダウン・サンデー・サンセット・トラックス）は、CROSS FMで放送されていたラジオ番組。1998年4月～2003年3月まで毎週日曜日の夕方、北九州本社スタジオから生放送された。

## 概要
- カウントダウン番組としては珍しい、アルバムチャートを紹介する番組。邦楽、洋楽のベストセラーアルバム上位10枚を紹介した。
- 番組開始時は「SUNDAY SUNSET TRAX」が正式タイトルだったが、2001年4月よりこのタイトルが正式となりタイムテーブルにクレジットされた。

## 放送時間
- 1998年4月 - 1999年3月：毎週日曜日 16:00-19:15
- 1999年4月 - 1999年10月：毎週日曜日 16:00-19:30

19:15-20:00に放送されていた「ホークスタウン・ミュージック・ナビゲーター」（2001年3月末で終了）が19:30-20:00に短縮されたため、時間拡大となった。
- 1999年10月 - 2003年3月：毎週日曜日 16:00-18:30

18:30-19:00に「TRD Driver's Meeting」、19:00-19:30に「RIKO 2000」（後に「RIKO STYLE」に改題、2001年3月末で終了）がスタートしたため時間短縮となり、以降番組終了まで変更されることはなかった。

## ナビゲーター
- 大和良子 （1998年4月-2000年3月）

同局ではこの番組でナビゲーターデビューし、「SONIC A-GO-GO!!」のピンチヒッターを務めたこともあったが、降板後は同局での担当は現在までない。
- 鈴木麻由  （2000年4月-2002年9月）

同局では「RADIO SONIC」「WEEKEND VIEW」から続いて番組担当。同時期は「BRAVO CALLIN'」「CROSS FINE MODE」のナビゲーターも務めた。この番組を降板後同局を離れ、現在はLOVE FMのエア・ジョッキーを務めている。
- ViVi （2002年10月-2003年3月）

同局ではこの番組でナビゲーターデビュー。この番組終了後は「CROSS AFTERNOON SHOW RADIO GOO」のナビゲーターを務めた。現在は同局からの仕事を離れている。

## コーナー
| CROSS FM 日曜日夕方のワイド番組 | CROSS FM 日曜日夕方のワイド番組          | CROSS FM 日曜日夕方のワイド番組    |
| 前番組                          | 番組名                                   | 次番組                             |
| ------------------------------- | ---------------------------------------- | ---------------------------------- |
| KYUSYU WALKER （16:00-19:15）   | ALBUM CHART COUNTDOWN SUNDAY SUNSET TRAX | CROSS SUPER SUNDAY （14:00-24:00） |